# Леманов Ісмаїл Номанович
Ісмаїл Номанович Леманов (крим. İsmail Noman oğlu Lömanov; 12 березня 1871, Сімферополь — 2 лютого 1942, Ленінград) — кримськотатарський філолог, тюрколог, педагог, громадський діяч, викладач Кримського педагогічного інституту (1921—1934). Співробітник Державної публічної бібліотеки ім. М. Є. Салтикова-Щедріна у Ленінграді (1938—1941). Загинув під час блокади Ленінграда.

## Життєпис
Народився 12 березня 1871 року в Сімферополі в сім'ї міщан.
Навчався в Сімферопольській татарській школі, а 1890 року закінчив Сімферопольську татарську вчительську семінарію. Після цього був народним учителем. Викладав російську мову в початкових школах села Тарантаніє та Бахчисарая. У 1896 році поїхав на рік до Константинополя, де вивчав турецьку мову, після чого повернувся до вчительської діяльності в Криму. З 1899 по 1903 рік перебував на філологічних курсах у Єгипті, вивчав арабську мову, історію та літературу. У 1903 році увійшов до редакції газети «Терджиман» у Бахчисараї. У 1905 році став завідувачем і викладачем бахчисарайської приватної татарської школи. Був членом Кримського мусульманського благодійного товариства.
1907 року переїхав до Санкт-Петербурга. Був вільним слухачем на факультеті східних мов Санкт-Петербурзького університету. Паралельно з навчанням влаштувався коректором-набирачем у Східну друкарню Ільяса Бораганського та викладав у татарській школі Мухліо. З 1912 по 1914 рік був репетитором зі східних мов. У 1915 році став діловодом за наймом у мусульманській фракції Державної думи IV скликання. Кілька місяців входив до редакційного колективу журналу «Міллят», що видавався за підтримки російського парламенту. З січня по вересень 1917 був скарбником у виконкомі Мусульманської Ради Петрограда. Входив до складу Державного комітету з народної освіти при Міністерстві народної освіти Тимчасового уряду від національних організацій.
У 7 квітня (25 березня) 1917 року брав участь у З'їзді мусульман Криму, що відбувся у Сімферополі. Був обраний серед 48 членів Тимчасового кримсько-мусульманського виконавчого комітету. У жовтні 1917 року через хворобу переїжджає з Петрограда до Сімферополя. У грудні 1917 року був делегатом Першого Курултаю. Аж до 1921 року завідував мусульманським підвідділом народної освіти Таврійської губернії, завідував відділом народної освіти при особливій комісії про вакфи в Сімферополі, був членом Мусульманського комісаріату, завідував відділом народної освіти та був членом ревтрибуналу, членом Мусульманської комісії та завідувачем політвідділом мусульман у Кримнаросвіті, був членом колегії татарського підвідділу Кримнаросвіті та викладачем у татарській жіночій учительській семінарії.
З 1921 по 1934 рік викладав арабську та татарську мову, літературу та історію в Кримському педагогічному інституті. Паралельно входив до науково-методичної комісії Кримського Наркомосу, Академради, а потім — Академічного центру Наркомосу Криму. Виступав із доповідями на Всесоюзному тюркологічному з'їзді 1926 року в Баку та Всекримській науково-орфографічній конференції 1929 року. Був штатним співробітником газети «Янъы Дюнья» в Сімферополі.
У 1934 році, після звинувачення в націоналізмі і звільнення з інституту, переїжджає до Ленінграда, де викладає татарську мову на курсах редакторів і перекладачів при Ленінградському східному інституті. У квітні 1935 року за пропозицією турецького кабінету в Інституті мови і свідомості деякий час працює над словником давньотюркської мови. 7 жовтня 1938 року його приймають працювати у Відділ національних літератур Державної публічної бібліотеки ім. М. Є. Салтикова-Щедріна.
18 жовтня 1938 року Леманова заарештовують, звинувачуючи в участі в пантюркському русі і роботі на три іноземні держави. Через відсутність складу злочину 14 червня 1939 його відновлюють на робочому місці. За договором працював в Інституті сходознавства АН СРСР. Під час блокади Ленінграда перебував у місті. 1 грудня 1941 року звільнився з роботи за власним бажанням.
Помер 2 лютого 1942 року в Ленінграді. Похований на Порохівському цвинтарі.